# Arndt Raupach
Arndt Raupach (* 14. Juni 1936 in Freiberg) ist ein deutscher Steuerjurist (Fachanwalt für Steuerrecht), ehemaliger Dozent an der Ludwig-Maximilians-Universität München (seit 1987 als Honorarprofessor) und der Universität Frankfurt sowie Herausgeber des Einkommensteuerkommentars Herrmann/Heuer/Raupach.

## Leben
Raupach wurde am 14. Juni 1936 im sächsischen Freiberg als Sohn des Juristen Walter Raupach geboren. 1945 floh seine Familie ins Lippesche Detmold. Nach dem bestandenen Abitur absolvierte Raupach auf Anraten des Vaters zunächst eine Ausbildung zum Steuerinspektor in der nordrhein-westfälischen Landesfinanzschule in Nordkirchen. Diese Lehrzeit legte den Grundstein für die Begeisterung von Raupach für das Steuerrecht. Anschließend studierte er zunächst drei Semester an der Westfälischen Wilhelms-Universität in Münster um danach an die Universität München zu wechseln, da er dort den Nestor des Internationalen Steuerrechts, Ottmar Bühler, hören konnte. Dort schloss er 1968 auch seine Promotion ab, die mit dem Gerhard-Thoma-Ehrenpreis des Fachinstituts der Steuerberater ausgezeichnet wurde. Die prämierte Dissertation Der Durchgriff im Steuerrecht begann Raupach bei Professor Bühler und beendet sie nach dessen Tod bei Professor Hans Spanner. Im Seminar von Ottmar Bühler lernte Raupach auch dessen damaligen betriebswirtschaftlichen Assistenten Albert J. Rädler kennen. Dies war der Beginn einer jahrzehntelangen Zusammenarbeit. Schon 1966 veröffentlichten beide das Standardwerk Deutsche Steuern bei Auslandsbeziehungen Raupach war zu diesem Zeitpunkt noch Rechtsreferendar. 1970 begründeten beide die Sozietät Rädler Raupach & Partner, in der Raupach bis 1997 verblieb. Diese Kanzlei entwickelte sich durch Fusionen zeitweise zur größten deutschen Wirtschaftskanzlei. 1998 begründete Raupach die eng mit der Wirtschaftsprüfungsgesellschaft Deloitte & Touche kooperierende Sozietät Raupach & Wollert-Elmendorff in München, wo er 2003 ausschied. 2004 startete der mittlerweile 68-Jährige nochmals einen Neubeginn und wechselte mit einem Kernteam zur internationalen Steuersozietät Mc Dermott Will & Emery, die damals über das größte Steuerdepartment aller Anwaltsfirmen in den USA verfügte. Raupach leitet seit 1972 die jährliche Tagung "Praxis des Internationalen Steuerrechts" und ist stellvertretender Vorsitzender der Deutschen Steuerjuristischen Gesellschaft und war dort 2000–2003 auch Vorsitzender des wissenschaftlichen Beirats. Von 1981 bis 2004 lehrte Raupach an der Universität Steuerrecht, seit 1987 als Honorarprofessor. Zwischen 1993 und 2001 kam noch ein Lehrauftrag im Fachbereich Wirtschaftswissenschaften an der Universität Frankfurt am Main hinzu.
1969 schrieb der von Raupach angetane Gerhard Heuer den damals jungen Rechtsanwalt an und bot ihm die Nachfolge in seinem Großkommentar zur Einkommens- und Körperschaftssteuer an. Seitdem ist Raupach Mitarbeiter des Herrmann/Heuer/Raupach, einem Kommentar zu Fragen des deutschen Steuerrechts, in dessen Titel er 1982 aufgenommen wurde und für den er heute als Herausgeber die Gesamtverantwortung trägt.
Arndt Raupach lebt seit 1984 auf dem Ederhof bei Haag und betreibt ökologische Landwirtschaft. Er ist als Züchter von Friesen tätig und war zeitweilig Präsident des deutschen Verbands der Friesenzüchter.  Raupach ist verheiratet und Vater zweier Kinder. 1992 nahm der damals schon 56-Jährige mit seiner Frau ein sechs Monate altes Pflegekind auf, was in folge Sauerstoffmangels bei der Geburt mehrfach behindert ist.